# Claude Francis Liardet
Claude Francis Liardet, britanski general, * 1881, † 1966.